# Sylvester Antolak
Sylvester Antolak (ur. 10 września 1916 w St. Clairsville, zm. 24 maja 1944 w Cisterna di Littoria) – sierżant United States Army, pośmiertnie uhonorowany Medalem Honoru.
Pochodził z polskiej rodziny. Wstąpił do wojska w lipcu 1941 roku. W czasie walk o miasto Cisterna di Littoria w ramach lądowania aliantów pod Anzio 24 maja 1944 roku poprowadził swój oddział do ataku na stanowisko niemieckiego karabinu maszynowego MG 42. Antolak skupił na sobie ogień nieprzyjaciela pozwalając swoim ludziom na zbliżenie się do wroga. Podczas szturmu odcinka o długości 180m został trafiony trzykrotnie, mimo to kontynuował natarcie i wziął do niewoli 10 niemieckich żołnierzy.